# Яксице (Мехувский повет)
Якси́це (пол. Jaksice) — село в Польше в сельской гмине Мехув Мехувского повята Малопольского воеводства.
Село располагается в 5 км от административного центра повята города Мехув и в 30 км от административного центра воеводства города Краков.
Население 490 человек (2006 год).
До 1954 года село было административным центром упразднённой сельской гмины Яксице. В 1975—1998 годах входило в состав Келецкого воеводства, административным центром которого являлся город Кельце (село находилось на территориях находящихся рядом с территориями административно подчинённых Кракову). С 1999 входит в Малопольское воеводство.

## Достопримечательности
- Каменная часовня, поставленная в память Польского восстания 1863 года, во время которого через село проходил отряд Апполинария Куровского.